# Provincia de Trà Vinh
Tra Vinh (en vietnamita: Trà Vinh) es una de las provincias que conforman la organización territorial de la República Socialista de Vietnam. Existió desde 1992 hasta su fusión con la provincia de Vĩnh Long en 2025.

## Geografía
Tra Vinh se localiza en la región del Delta del Río Mekong (Đồng bằng sông Cửu Long). La provincia mencionada posee una extensión de territorio que abarca una superficie de 2.215,10 kilómetros cuadrados.

## Demografía
La población de esta división administrativa es de 1.028.300 personas (según las cifras del censo realizado en el año 2005). Estos datos arrojan que la densidad poblacional de esta provincia es de 464,22 habitantes por cada kilómetro cuadrado.